# Jenny Jones
Janina Stranski (7 de junio de 1946), conocida Jenny Jones, es una comediante y presentadora de televisión canadiense. Se hizo especialmente conocida por conducir el programa de entrevistas diurno The Jenny Jones Show desde 1991 a 2002.

## Primeros años
Jones es hija de padres católicos romanos polacos, nacida en Belén, en el Mandato británico de Palestina. Sus padres emigraron a London (Canadá), poco después de su nacimiento.

## Carrera

### Comienzos
En sus años de juventud ella aprendió a tocar la batería (música) y pasó eventualmente junto con su banda Marlene and the Swinging Dolls formada por solo chicas a realizar una gira mundial, que las llevó hasta el Lejano Oriente incluyendo Japón, Hong Kong, y Viet Nam hacia el año de 1968. Llegando a comienzos de 1969 a tocar como parte de la misma banda femenina en el Four Queens de Las Vegas, pero dejó la banda en la primavera para trabajar con el cómico Al Bello y su revista cómica all-girl. Ella dejó el acto de Bello y pasó a cantar en el coro de Wayne Newton. Se mudó finalmente a Los Ángeles para afinar sus habilidades como comediante.

### Apariciones en la TV
En 1986, Jones logró captar la atención del país al participar en el programa de talentos Star Search, donde fungió como comediante en vivo, resultando ganadora de 100 mil dólares. Con posterioridad realizó apariciones especiales en varios programas de concursos, entre ellos Press Your Luck, The Price is Right y The Match Game.
Gracias a su popularidad televisiva, fue contratada para realizar monólogos cómicos en sitios como el Caesar’s Palace, en Las Vegas, y el Radio City Music Hall, en Nueva York, donde compartió escenario con artistas como Sammy Davis Jr., Tony Bennett y Smokey Robinson, entre otros. Luego recorrió Estados Unidos con su espectáculo unipersonal Girls' Night Out, que tuvo una gran aceptación por parte del público femenino que acudió a verla.

### El programaJenny Jones
En 1991 llegó a ser anfitriona de su propio programa de televisión de entrevistas diario , The Jenny Jones Show. El show tuvo muchos elementos que ahora son considerados clichés de conversación diaría norteamericana, tal como las pruebas de paternidad, mandar a los jóvenes sin control a la militarizada, e infidelidades. Su programa se caracterizaba por utilizar títulos que rimaran con la presentación, tal como "You May Shake it for Money, But Leave Those Sexy Clothes at the Club, Honey"! Jones rechazó las comparaciones con Jerry Springer, diciendo que su programa fue divertido, y no explotador. 
Durante el show, Jones admitió que tenía injertos de senos y hablaba acerca de cómo le crearon complicaciones.
En un episodio llamado "Same-Sex Secret Crushes" grabado el 6 de marzo de 1995, un hombre gay llamado Scott Amedure confesó su amor por su ingeniero mecánico automotriz, Jonathan Schmitz. Schmitz reaccionó con risas durante el programa, pero llegó a ser perturbado por el incidente más tarde. Él tenía un historial de enfermedades mentales y abuso de alcohol y drogas. Tres días después de que el show fue grabado, Schmitz mató a Amedure. Schmitz fue condenado luego de asesinato en segundo grado y recibió de 25 a 50 años de prisión. El episodio nunca fue transmitido.
Los ratings del programa disminuyeron en los años posteriores al caso y se canceló el programa en el 2003.